# Joan Francés Fulcònis

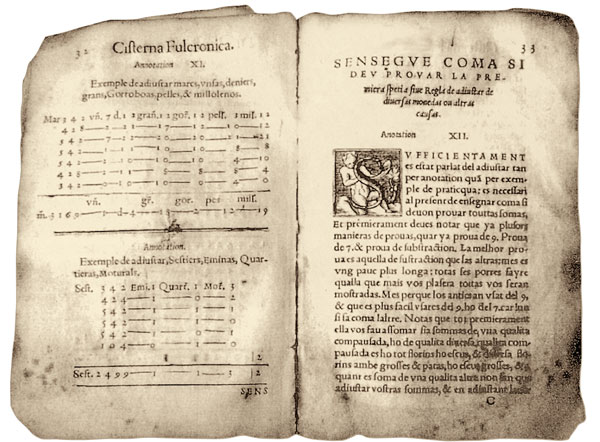
La Cisterna Fulconicra

Joan cortes Fulconis (Leusola - hoy Isola - Condado de Niza, hacia 1520) fue un matemático nizardo del siglo XVI autor de un tratado de aritmética titulado La Cisterna Fulcronica imprimido en Lyon en 1562 y escrito en occitano (en su dialecto nizardo, que su autor designa como provenzal).
La Cisterna fue editada y estudiada por Roger Rocca y Rémy Gastiglia. El autor explica haber nacido en Leusola y residir en Niza. Su obra es un tratado práctico destinado a los comerciantes. Se inspira en los autores griegos y árabes y también en Lo Compendion de l'Abaco de Francés Pellos (tratado, teórico este, de aritmética y primer libro imprimido en occitano, también en nizardo - 1492) del cual saca algunos ejemplos numéricos idénticos, pero sin mencionarlo explícitamente. La Cisterna, con sus ejemplos muy concretos, es un testimonio de la vida cotidiana y de la economía de la época.

## Edición
- Fulconis, Jouan-Francés. La cisterna fulconicra. Niça : Lou Sourgentin, 1996.

- Datos: Q3120782